# 고려공산당 (상하이)
상하이 고려공산당은 1921년 중국 상하이에서 이동휘를 중심으로 결성된 사회주의 단체이다.
이동휘가 종전의 한인사회당(1918.5.11)을 모체로 조직한 것이다. 이르쿠츠크에 있는 고려공산당과 구별해서 상하이 고려공산당이라고 부른다.
당시 상해임시정부는 이동휘가 한인사회당 당수로서 국무총리에 취임함으로써 민족,사회주의 세력의 연합정부 형태를 띠었다.
1921년 5월 결성된 상해파 고려공산당 주요인물로는 이동휘, 김립, 박진순, 이한영 등이다.
상하이 고려공산당은 코민테른 극동국 서기 보이틴스키와 밀접한 관련을 가지면서, 중국, 일본의 사회주의자 및 국내의 장덕수, 최팔용 등과도 연계를 맺고 있었다.
1922년 12월 코민테른 주도로 이르쿠츠크 고려공산당과 함께 해체되었고, 이후 꼬르뷰로(1923.2)를 설치, 통일된 공산당을 조직하게 했다.

## 같이 보기
- 고려공산당
- 고려공산당 (이르쿠츠크)
- 대한독립군단
- 자유시사변
- 고려혁명군